# Distretto di Storožynec'
Il distretto di Storožynec' (in ucraino Сторожинецький район?) era un distretto (rajon) dell'Ucraina, situato nell'oblast' di Černivci. Il suo capoluogo era Storožynec'. È stato soppresso con la riforma amministrativa del 2020.